# Una anglesa romàntica
Una anglesa romàntica (títol original en anglès: The Romantic Englishwoman) és una coproducció franco-britànica dirigida per Joseph Losey i estrenada el 1975. Ha estat doblada al català.

## Argument
Elizabeth Fielding, dona d'un ric escriptor anglès, coneix Thomas, un jove d'activitats tèrboles, en un sojorn termal a Baden-Baden. Aquest la segueix fins a Anglaterra i aconsegueix fer-se convidar per Lewis, el marit d'Elizabeth. Aquest últim sospita que és l'amant de Thomas. Elizabeth imagina, al seu torn, una relació entre Lewis, el seu cònjuge, i Catherine. Elizabeth fuig i marxa amb Thomas cap a la Costa Blava. Amb la complicitat del jove amant, Lewis Fielding recupera la seva esposa.

## Repartiment
- Glenda Jackson: Elizabeth Fielding
- Michael Caine: Lewis Fielding
- Helmut Berger: Thomas Hursa
- Marcus Richardson: David Fielding
- Kate Nelligan: Isabel
- Reinhard Kolldehof: Herman
- Michael Lonsdale: Swan
- Béatrice Romand: Catherine
- Anna Steele: Annie
- Nathalie Delon: Miranda
- Doris Nolan: La segona dama al dinar
- René de Castello: doble de Michael Lonsdale

## Comentari
- Amb Una anglesa romàntica, Joseph Losey cortcircuita l'espera de l'espectador. El realitzador americà se'n fot en efecte dels clixés, cada vegada que són exhibits. (...) L'escena de l'arribada en calessa d'Elizabeth a Baden-Baden és irònicament espatllada per la presència en segon pla d'una tanca publicitària lloant les cigarretes Camel. (...) Igualment, el personatge d'Elizabeth, burgesa en ple conflicte conjugal, no té res de la jove idealista i etèria que sembla prometre el títol.[3] A més a més, el que s'assembla d'entrada a una història policíaca agafa, després, els camins d'un d'aparent vodevil. Ja que, en la imatge de les situacions i dels personatges, la pel·lícula evoluciona en una ambigüitat constant. Losey col·loca, efectivament, la mentida al cor del seu relat, no estableix, tanmateix, cap certesa absoluta sobre la seva realitat efectiva. Els personatges de la pel·lícula viuen -a excepció sens dubte de Thomas (Helmut Berger)- en una sospita mútua permanent. Les nocions de veritat i de mentida a les quals recorren per aprehendre la realitat es mostren impotents a agafar-la plenament. (Raphaëlle Pache, op.cité) La pel·lícula s'encarrega de reduir a pura vanitat el sistema binari rígid que vol que se sigui per força sincer o mentider, innocent o culpable. (...) Losey deixa doncs aplanar l'ambigüitat sobre les situacions i els personatges, desestabilitzant l'espectador per obrir la reflexió sobre una veritat existencial i estètica. (R. Pache). Els miralls, nombrosos a la pel·lícula, accentuen el caràcter il·lusori de tota temptativa de delimitar qualsevol realitat. Els personatges semblen pertànyer a una reproducció de la realitat, i no a la realitat mateixa, que continua sent introbable. (...) És l'elaboració d'un art objectiu que reuneix incidentalment els individus i els esdeveniments (R. Pache, op.cité), posant llum a la distorsió entre l'ésser real i el seu propi reflex.